# Tom Gauld
Tom Gauld és un dibuixant de còmic i il·lustrador escocès nascut a Aberdeenshire l'any 1976.

## Biografia
Gauld va créixer al nord d'Escòcia, en un entorn rural, i des de petit va tenir interès pel dibuix.
Va estudiar il·lustració a l'Edinburgh College of Art, on va començar a dibuixar còmics, al Royal College of Art, on va conèixer la seva amiga Simone Lia, amb qui realitzarà diferents obres i a la Universitat d'Edimburg.
Actualment viu a Londres amb la seva esposa, l'artista Jo Taylor, i els seus fills.
Les seves obres més importants són The Gigantic Robot, Goliath i You're All Just Jealous of My Jetpack. També ha signat nombroses històries curtes com Guardians of the Kingdom, Robots, Monsters etc., Hunter and Painter i les seves tires Move to the City, que es van publicar setmanalment en el Time Out de Londres durant els anys 2001-2002.
També ha dibuixat caricatures i il·lustracions per a The New Yorker (incloses algunes portades), The New York Times, The Guardian i New Scientist.